# 杨孙芝
杨孙芝，浙江处州府（今浙江丽水）人，是一名清朝政治人物。
人像赞》七绝二首：
杨孙芝曾于1838年接替景昌任奉贤县知县一职，1840年由金镕接任。他還擔任過吴江县知县、江南同考官。他寫過二首《叶真人像赞》七言絕句。